# Stockton Rush
Richard Stockton Rush III (São Francisco, 31 de março de 1962 – Oceano Atlântico, 18 de junho de 2023) foi um empresário americano co-fundador e diretor executivo (CEO) da OceanGate. Em 18 de junho de 2023, ele morreu junto com outras quatro pessoas a bordo no Acidente do Submersível Titan enquanto visitava os destroços do Titanic no Atlântico Norte, a 600km da Costa leste do Canadá.

## Infância e educação
Rush nasceu em uma família rica de San Francisco.
O pai de Rush o apresentou a um amigo pessoal, o astronauta Pete Conrad, que queria que ele obtivesse uma licença de piloto se quisesse se tornar um astronauta. Em 1980, Rush obteve a licença de piloto comercial aos 18 anos, mas depois foi informado de que sua acuidade visual o desqualificaria para se tornar um piloto militar, e ele se mudou de São Francisco para Seattle para trabalhar para a McDonnell Douglas como engenheiro de teste de voo para jatos F-15 Eagle, aumentando sua fortuna investindo sua herança em empresas de tecnologia. Quando ele tinha 19 anos, ele era a pessoa mais jovem a se tornar um piloto de transporte a jato. Ele ganhou uma classificação DC-8 Type/Captain no Jet Training Institute da United Airlines.
Em 1984, Rush formou-se na Universidade de Princeton em engenharia aeroespacial. Em 1989, ele recebeu um Master of Business Administration pela University da California em Berkeley.

## Carreira
Depois de assistir ao lançamento da SpaceShipOne, no deserto de Mojave em 2004, percebeu que "[Ele] não queria subir ao espaço como turista. [Ele] queria ser o Capitão Kirk na Enterprise. [Ele] queria explorar ", e mudou para buscar a exploração submarina. Como as águas frias de Puget Sound exigiam muito tempo e equipamento técnico para mergulhar, ele pensou que "estar em um submarino, estando agradável e aconchegante e tomando um chocolate quente com você é melhor do que congelar e passar por dois hora de descompressão suspenso em águas profundas", mas quando tentou comprar um submarino, descobriu que havia menos de 100 submarinos privados em todo o mundo e não conseguiu comprar um, em vez disso construiu um a partir dos planos de 2006.
A experiência e pesquisa de Rush o levaram a acreditar que os submersíveis tinham uma reputação injustificada como veículos perigosos devido ao seu uso no transporte de mergulhadores comerciais, e que a Lei de Segurança de Embarcações de Passageiros de 1993 "priorizou desnecessariamente a segurança dos passageiros em detrimento da inovação comercial". Com base em um estudo de marketing que ele encomendou, que concluiu que havia demanda suficiente para o turismo oceânico subaquático que, por sua vez, apoiaria o desenvolvimento de novos submersíveis de mergulho profundo que permitiriam novos empreendimentos comerciais, incluindo mineração de recursos e mitigação de desastres, ele fundou a OceanGate com Guillermo Söhnlein, em 2009.

## ExpediçãoTitane morte
Rush estava a bordo do Titan, um submersível de propriedade da OceanGate, Inc., empresa na qual era CEO, para ver os destroços do Titanic, quando o submersível perdeu contato com o navio acima da água, MV Polar Prince, em 18 de junho As missões de busca e resgate envolveram apoio marítimo e aéreo dos Estados Unidos, Canadá e França.
Em 22 de junho, após a descoberta de um campo de destroços a aproximadamente 490 metros da proa do Titanic, a OceanGate disse acreditar que Rush e os outros quatro a bordo haviam "infelizmente, falecido". Uma coletiva de imprensa da Guarda Costeira dos Estados Unidos confirmou posteriormente que os destroços eram consistentes com uma perda catastrófica do casco de pressão, resultando na provável morte de todos a bordo.

## Vida pessoal
Rush era casado com Wendy Rush, descendente de Isidor e Ida Straus, casal que faleceu no naufrágio do Titanic. O casal tem dois filhos.